# Scenopinus madagascariensis
Scenopinus madagascariensis är en tvåvingeart som beskrevs av Günther Enderlein 1934. Scenopinus madagascariensis ingår i släktet Scenopinus och familjen fönsterflugor.
Artens utbredningsområde är Madagaskar. Inga underarter finns listade i Catalogue of Life.